# 佐藤小屋
佐藤小屋（さとうごや 北緯35度23分20秒 東経138度44分53秒 / 北緯35.38894503971766度 東経138.74795514503802度）は山梨県富士吉田市にある山小屋である。富士山富士吉田口五合目の標高2,230mの地点にある。宿泊収容人数100名。富士山で通年営業を行う唯一の山小屋である。夏季以外は要予約。テント場がある。1913年（大正2年）創業。コロナ禍のために2020年2月より9月まで営業していなかったが、この間に空き巣による被害があり、公益社団法人東京都山岳連盟が支援カンパを呼び掛けている。